# Военный финансово-экономический институт

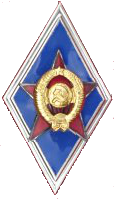
Нагрудный знак для лиц, окончивших высшие военно-учебные заведения Вооруженных Сил СССР — высших военных училищ и военных институтов

Военный финансово-экономический институт — учебное заведение, существовавшее под разными названиями в 1938—2010 годах. В 1938—1941 и 1957—2010 годах располагалось в Ярославле. С 1974 года было высшим учебным заведением. Приказом Министра обороны Российской Федерации № 993 от 20.07.2010 года и Директивой генерального штаба № 314/10/2697 от 23.07.2010 года институт расформирован с 1 октября 2010 года. Оставшиеся курсанты окончили своё образование в Военном университете на финансово-экономическом факультете, на котором продолжается подготовка военных финансистов (по специальности «Экономическая безопасность»). Приказом начальника Военного университета 28 февраля (день создания Высшей финансово-хозяйственной школы при РВСР) установлен Днём финансово-экономического факультета.
Институт осуществлял подготовку офицеров финансово-экономического профиля для Министерства обороны Российской Федерации (Минобороны России) и других федеральных органов исполнительной власти, в которых законодательством Российской Федерации — России предусмотрена военная служба, Департамента полевых учреждений Центрального банка Российской Федерации.
Институт готовил специалистов не только для российских войск, но и для армий, авиации и флота стран Содружества. В частности, здесь получали высшее образование кадры военных финансистов из Казахстана, Армении, Таджикистана, Киргизии. В Белоруссии выпускники из Ярославля помогли создать собственный экономический факультет при одном из военных вузов.

## История
26 октября 1938 года две роты курсантов Ярославского военно-хозяйственного училища Рабоче-Крестьянской Красной Армии начали обучение по программам подготовки помощников начальников финансовой части полка. Приказом Военного министра СССР от 20.09.1952 г. 26 октября 1938 г. объявлено днём создания училища. 1 октября 1939 года к обучению по программам подготовки специалистов для военно-финансовой службы приступил специально сформированный батальон курсантов Ярославского военно-хозяйственного училища. 6 февраля 1941 года состоялся приказ Народного комиссара обороны СССР о сформировании до 1.09.1941 г. Военно-финансового училища Красной Армии. 13 июля 1941 года батальон курсантов финансовой специальности (2-й) выводился из состава Ярославского военно-хозяйственного училища и перемещается из Ярославля в Харьков, к месту формирования Военно-финансового училища. 1 августа 1941 года начались учебные занятия в штатной организации ВФУ.
В сентябре 1941 года в связи с приближением немецких войск к Харькову Военно-финансовое училище перемещается к новому месту дислокации в посёлок Хлебниково Московской области. 20 октября 1941 года в связи с усложнившейся военно-стратегической обстановкой на Московском направлении Военно-финансовое училище в полном составе эвакуируется в восточные районы страны. 28 октября 1941 года состоялось прибытие железнодорожного эшелона с личным составом Военно-финансового училища к месту дислокации на станцию Янаул Башкирской АССР. 29 ноября 1941 года проведена передислокация Военно-финансового училища в посёлок Полтавка Челябинской области (ж/д станция Карталы). В последних числах января 1942 года передислокация Военно-финансового училища в Казань Татарской АССР.
21 февраля 1942 года преобразование Военно-финансового училища в Пулемётно-миномётное военное училище. Передача части основного состава и курсантов для доучивания и ускоренной (3 месяца) подготовки и переподготовки (1 месяц) по военно-финансовой специальности на Окружных военно-финансовых курсах. 13 мая 1942 года из расформированного Военно-финансового училища Красной Армии организованы Военно-финансовые курсы при Московском военном округе. 14 сентября 1942 года Финансовые курсы при МВО реорганизованы в Центральные военно-финансовые курсы Красной Армии при Финансовом управлении Народного комиссариата обороны СССР.
15 июня 1944 года Центральные военно-финансовые курсы Красной Армии переформированы в Военно-финансовое училище Красной Армии. 18 ноября 1945 года в соответствии с постановлением Президиума Верховного Совета СССР от 7.08 1945 года училищу вручено Боевое Красное Знамя «как символ воинской чести, доблести и славы, как напоминание каждому из бойцов и командиров части об их священном долге предано служить Советской Родине, защищать её мужественно и умело, отстаивать от врага каждую пядь родной земли, не щадя своей крови и самой жизни». 1 мая 1947 года училище переведено на новый штат с присвоением наименования «Военно-финансовое училище Вооружённых Сил СССР» с двухгодичным сроком обучения.
В октябре 1948 года передислокация училища в Тамбов. 25 сентября 1951 года училище переименовано в Военно-финансовое училище Советской Армии. До 20 мая 1954 года училище именовалось по условному номеру полевой почты 74391. 5 марта 1957 года училище переименовано в «Военно-финансовое училище». 1 сентября 1957 года училище переведено на трёхлетний срок обучения курсантов с выдачей дипломов общесоюзного образца о среднем военно-специальном образовании.
30 сентября 1957 года училище передислоцировано в город Ярославль, где размещено на территории и в помещениях Николомокринских (Нахимсоновских) казарм, ставших, таким образом, военным городком училища. 1 августа 1961 года реорганизация Военно-финансового училища и Военно-интендантского училища (Калининградского) в Ярославское военное училище двухбатальонного состава: 1-й батальон по подготовке специалистов интендантской службы, 2-й батальон по подготовке специалистов военно-финансовой службы — для воинских частей Советской Армии и Военно-Морского Флота, с подчинением заместителю Министра обороны СССР — начальнику Тыла вооруженных Сил СССР.
В 1964 году постановлением Совета Министров СССР от 6.7.1964 № 566 училищу присвоено имя генерала армии Андрея Васильевича Хрулёва. 2 июля 1964 года Ярославское военное училище переводится на подготовку специалистов только для военно-финансовой службы, с подчинением начальнику Центрального финансового управления Министерства обороны СССР. Батальон курсантов, проходивших обучение по интендантским специальностям, а также постоянный состав циклов интендантского профиля, технические средства, учебно-методическая литература переданы Вольскому военному училищу тыла. 22 апреля 1970 года за высокие показатели в боевой и политической подготовке, достигнутые в честь 100-летия со дня рождения В. И. Ленина, постановлением ЦК КПСС, Верховного Совета СССР и Совета Министров СССР училище награждено Ленинской Юбилейной Почётной Грамотой. 1 декабря 1972 года при училище сформирована 333-я школа прапорщиков и мичманов по подготовке специалистов финансовой службы воинских частей армии, авиации и флота.
1 сентября 1974 года училище реорганизовано в высшее военно-учебное заведение с четырёхгодичным сроком обучения курсантов и установлением наименования «Ярославское высшее военное финансовое училище имени генерала армии А. В. Хрулёва». 30 апреля 1975 года за большие заслуги в подготовке офицерских кадров для Вооруженных Сил СССР и в связи с 30-летием Победы советского народа а Великой Отечественной войне 1941—1945 гг. училище награждено орденом Красной Звезды. 1 сентября 1995 года училище переведено на обучение курсантов по пятилетним учебным планам и программам по специальностям: «Финансы и кредит» и «Бухгалтерский учёт и аудит».
1 апреля 1999 года Ярославское высшее военное финансовое ордена Красной Звезды училище имени генерала армии А. В. Хрулёва было преобразовано в Ярославский филиал Военного финансово-экономического университета. 1 сентября 2000 года произведён первый набор взвода лингвистов, которые помимо основной учебной программы проходили обучение по программам Ярославского педагогического университета. 24 апреля 2003 года филиал был преобразован в Ярославский военный финансово-экономический институт имени генерала армии А. В. Хрулёва. 1 июля 2007 года преобразование в Военную финансово-экономическую академию. 15 сентября 2009 года преобразование в Военный финансово-экономический институт Военного университета.
В 2010 году набор курсантов не проводился. Приказом Министра обороны Российской Федерации от 20.7.2010 года № 993 и Директивой ГШ № 314/10/2697 от 23.07.2010 года подписаны решения о расформировании Военного финансово-экономического института. Все курсанты и материальная база переведены в Москву в состав Военного университета как финансово-экономический факультет. Большинство курсантов размещены в Лефортово, часть — в Хамовниках. Офицерам расформировываемого вуза предоставили в Москве койко-место, а гражданским преподавателям нет, в связи с чем большинство из них вынуждено было остаться в Ярославле и искать новую работу. 1 октября 2010 года заведение закрыто. Здания вуза в центре Ярославля переданы Ярославскому высшему зенитному ракетному училищу противовоздушной обороны. Полигон Песочное передан Ивановской дивизии ВДВ.

## Известные выпускники
- См. Категория:Выпускники ВФЭИ